# Qüxü
Qüxü (em tibetano: ཆུ་ཤུར་རྫོང་; em chinês simplificado: 曲水县) é um condado de Lassa, capital da região autônoma do Tibete. De acordo com o censo de 1999, tinha uma população de 32.150 habitantes, distribuídos em uma área de 1624 km². Possui jurisdição sobre 9 municípios, além de 114 aldeias. 
Na língua tibetana, Qüxü significa "vala de água." A menor altitude é 3.500 metros, com a elevação mais alta de 5.894 metros. Possui um clima temperado semi-árido nos planaltos, com muito sol. O total de horas de sol anuais chega a 3.000 horas, em média, 150 dias por ano sem neve. A precipitação anual é de 441,9 milímetros (17,40 in) e de catástrofes naturais, tais como inundações, deslizamentos, secas, tempestades, pragas e doenças são comuns. 
Os recursos minerais incluem principalmente coríndon, calcário, granito, turfa e assim por diante. Os animais selvagens e recursos vegetais incluem ovelhas azuis do Himalaia, faisões, veados, leopardos, urso-negro, fungos de larvas chinês, Fritillaria, Codonopsise e outros animais. 
Qüxü é uma região semi-agrícola e cultiva-se principalmente cevada, trigo, ervilha e colza. A criação de animais também é forte, com a criação de bovinos, caprinos, ovinos, e aves. Existem 14 pequenas centrais hidrelétricas em Qüxü, com uma capacidade total instalada de 1780 kW, criando uma kW quatro milhões anuais »h de energia elétrica. Há também regiões com processamento de petróleo e o uso do artesanato tradicional. 